# ГЕС Бреньє-Кордон
ГЕС Бреньє-Кордон (фр. barrage de Champagneux) та (фр. centrale de Bregnier-Cordon) — гідроелектростанція на південному сході Франції. Входить до складу каскаду на річці Рона, знаходячись між ГЕС Бран-Віриньєн (вище по течії) та ГЕС Porcieu-Amblagnieu.
Під час спорудження станції, яке завершилось у 1984 році, ліву протоку Рони перекрили греблею Шампаньє довжиною 83 метри, що складається з чотирьох водопропускних шлюзів. Вона спрямовує основну частину води до правої протоки (каналу), на якій споруджена руслова будівля машинного залу. Довжина підвідної частини каналу становить приблизно 5 км, після чого до злиття з лівою протокою йде відвідна частина протяжністю майже 3 км.
Машинний зал обладнано двома бульбовими турбінами загальною потужністю 70 МВт, які при напорі у 13,7 метра забезпечують виробництво 324 млн кВт·год електроенергії на рік.
Управління станцією здійснюється з диспетчерського центру для верхньої Рони, розташованого на ГЕС Женісья.